# Troësnes
Troësnes ist eine französische Gemeinde mit 211 Einwohnern (Stand: 1. Januar 2022) im Département Aisne in der Region Hauts-de-France (frühere Region: Picardie). Sie gehört zum Arrondissement Soissons (bis 2017 Arrondissement Château-Thierry), und zum Kanton Villers-Cotterêts. Die Gemeinde war Schauplatz schwerer Kämpfe im Juni 1918; sie ist Trägerin der Auszeichnung Croix de guerre.

## Geographie
Die Gemeinde Troësnes liegt 25 Kilometer südwestlich von Soissons. Sie wird im Süden vom Fluss Ourcq begrenzt, im Westen von der Savières, die im Gemeindegebiet in den Ourcq mündet. Die Bahnstrecke Trilport–Bazoches, die in Bazoches-et-Saint-Thibaut auf die Strecke von Soissons nach Reims trifft, durchschneidet das Gemeindegebiet; über die Bahn führt eine nach dem Zweiten Weltkrieg die kriegszerstörte gemauerte Brücke ersetzende Betonbrücke. Die Gemeinde hat Anteil am Wald Bois de Cresnes im Norden. Nachbargemeinden von Troësnes sind Faverolles im Norden, Noroy-sur-Ourcq im Osten, Marizy-Sainte-Geneviève und La Ferté-Milon im Süden sowie Silly-la-Poterie und Oigny-en-Valois im Westen.

## Bevölkerungsentwicklung
| Jahr                       | 1962 | 1968 | 1975 | 1982 | 1990 | 1999 | 2006 | 2016 | 2022 |
| Einwohner                  | 169  | 125  | 113  | 117  | 188  | 213  | 230  | 228  | 211  |
| Quellen: Cassini und INSEE |      |      |      |      |      |      |      |      |      |

## Sehenswürdigkeiten
- 1932 anstelle der im Krieg zerstörten neuerrichtete Kirche Saint-Pierre

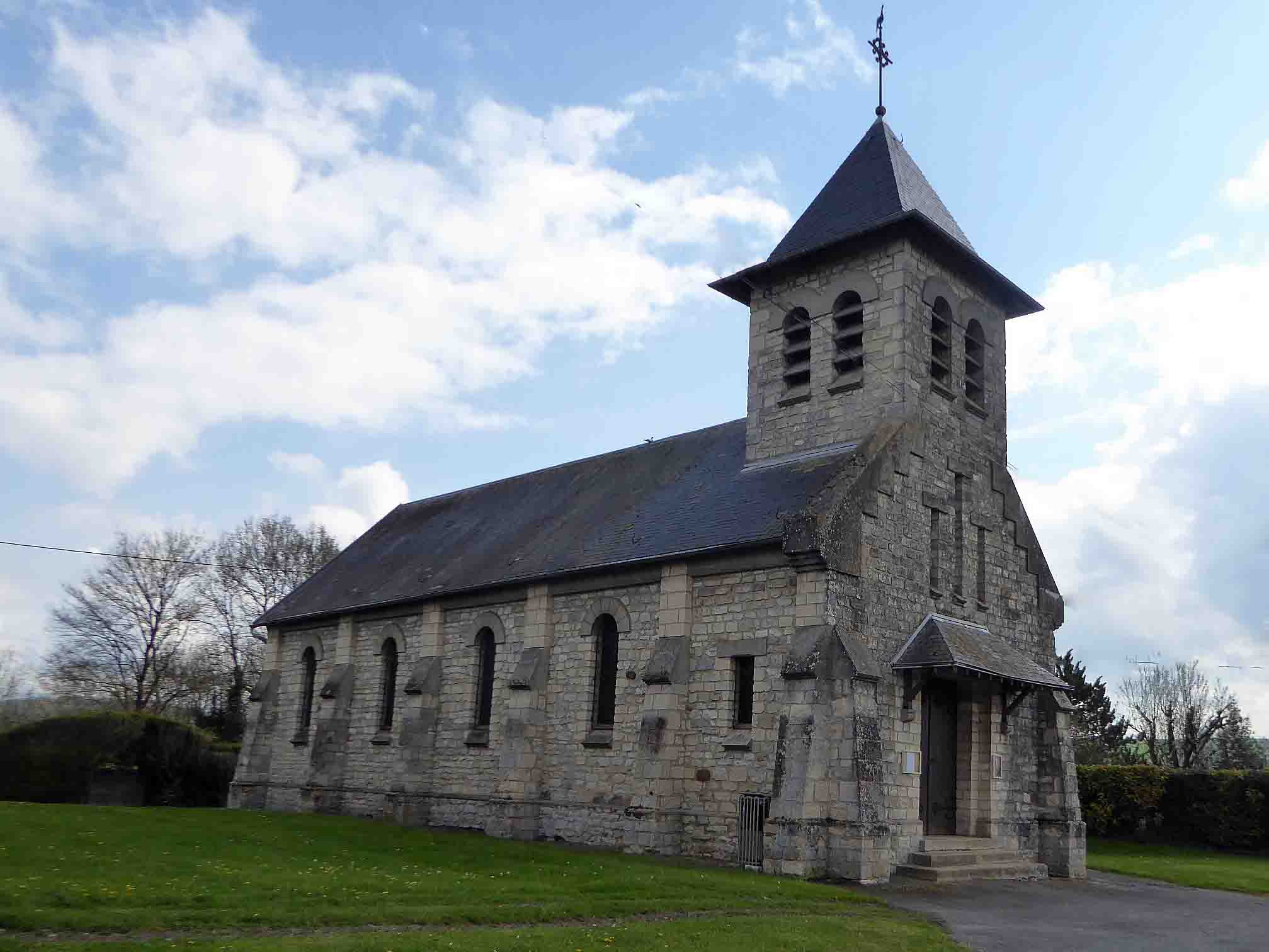
Kirche Saint-Pierre
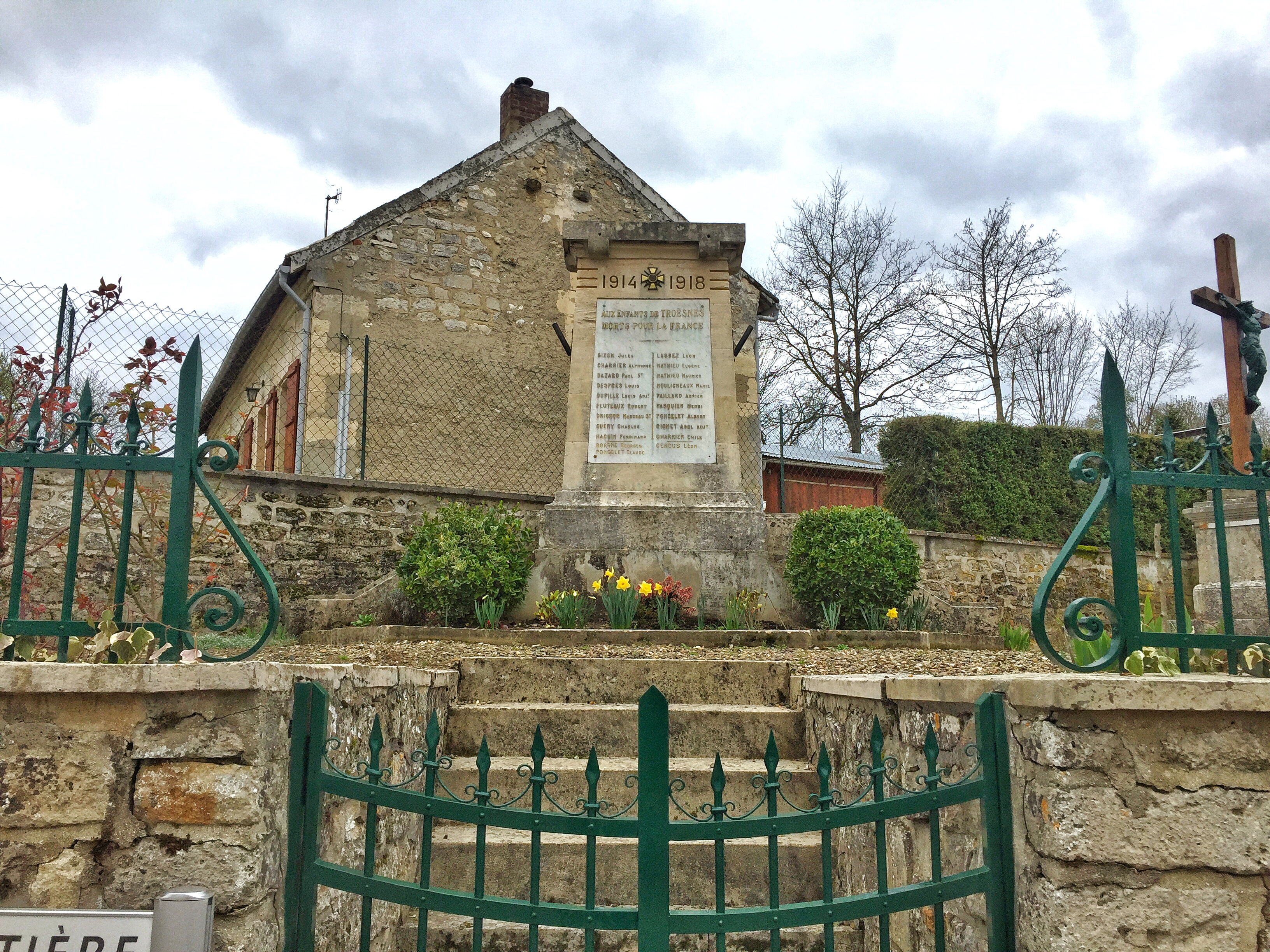
Gefallenendenkmal